# Suore della carità di Nazareth
Le suore della carità di Nazareth (in inglese Sisters of Charity of Nazareth) sono un istituto religioso femminile di diritto pontificio: i membri di questa congregazione pospongono al loro nome la sigla S.C.N.

## Storia
La congregazione fu fondata a Bardstown il 1º dicembre 1812 dal sulpiziano Jean-Baptiste-Marie David e da Catherine Spalding.
Le suore si specializzarono presto nell'insegnamento aprendo numerose scuole (la Nazareth Academy nel 1814, la St. Vincent's Academy nel 1820, la Presentation Academy nel 1831): dopo la guerra di secessione, aprirono anche scuole per neri negli stati del Sud.
Nel 1947 le religiose istituirono la loro prima casa di missione nel distretto indiano di Patna.
Da una comunità stabilitasi a Nashville nel 1840 si sviluppò la congregazione delle suore della Carità di Leavenworth.
La congregazione di Nazareth ricevette il pontificio decreto di lode il 5 settembre 1910 e le sue costituzioni vennero approvate definitivamente dalla Santa Sede il 16 agosto 1921.

## Attività e diffusione
Le suore della carità si dedicano principalmente all'istruzione e all'educazione cristiana della gioventù, ma anche all'assistenza a orfani, malati e disabili.
Oltre che negli Stati Uniti d'America, sono presenti in Belize, Botswana, India e Nepal; la sede generalizia è a Nazareth, nel Kentucky.
Alla fine del 2008 la congregazione contava 701 suore in 268 case.